# Alexei Michailowitsch Granowski
Alexei Michailowitsch Granowski, (russisch Алексей Михайлович Грановский, geborener Abram Weniaminowitsch Asarch; * 11. Septemberjul. / 23. September 1890greg. in Moskau, Russisches Kaiserreich; † 11. März 1937 in Paris, Frankreich) war ein bedeutender russisch-jüdischer Theater- und Filmregisseur. Er lernte in St. Petersburg, München und Schweden und leitete GOSET, das bedeutendste jüdische Theater der Sowjetunion. Später war er in Berlin bei Max Reinhardt und in Paris tätig.

## Leben
Abram Asarch wuchs in einer wohlhabenden jüdischen Familie in Moskau auf. 1911 absolvierte er eine Theaterschule in St. Petersburg.
Danach besuchte er die Münchner Theaterakademie zu einem zweijährigen Studium. Dort hatte er auch ein Praktikum bei Max Reinhardt, der ihn in seiner späteren Arbeit stark prägte.
1914 hatte Alexei Granowski sein Regiedebüt in Riga. Danach war er an verschiedenen Theatern in Russland tätig und war Soldat im Ersten Weltkrieg.
1917 zog Alexej Granowski  nach Schweden, wo er ein Filmstudium im Fachbereich Regie aufnahm.
1919 gründete Alexei Granowski das Jüdische Theaterstudio in Petrograd und verlegte es 1920 als Staatliches Jüdisches Kammertheater nach Moskau, wo er fortan als Regisseur und Künstlerischer Leiter wirkte. Dort spielten vornehmlich junge, talentierte Darsteller Stücke in jiddischer Sprache. 1925 wurde es in Staatliches Jüdisches Theater „GOSET“ umbenannt.
1925 leitete Alexej Granowski den einzigen jiddischen Stummfilm in der Sowjetunion, Jüdisches Glück, mit seinem Theaterensemble.
1929 blieb Alexei Granowski nach einem Gastspiel mit seinem Theater in Deutschland. Er war dann in Berlin an einigen Revuen für das Deutsche Theater in Berlin von Max Reinhardt tätig.
1931 drehte er zwei frühe deutsche Tonfilme, die mit den Möglichkeiten des neuen Mediums experimentierten, Das Lied vom Leben und Die Koffer des Herrn O. F..
Danach ging Alexis Granowski nach Frankreich, wo unter anderem 1935 der Film Taras Bulba entstand.

## Filmisches Werk

### Übersicht
Jüdisches Glück (1925) war der einzige jiddische Stummfiln in der Sowjetunion. Alexander Granowski drehte ihn mit seinem Theaterensemble zum Teil in einem jüdischen Stetl, nach einem Roman von Scholem Alejchem.
In seinen nächsten beiden Filmen in Deutschland Das Lied vom Leben und Die Koffer des Herrn O. F. (1931) experimentierte er mit den Möglichkeiten des neuen Tonfilms. Anlehnend an die Idee des Absoluten Films steht die filmische Sprache im Mittelpunkt. Sie wurden von der zeitgenössischen Kritik allerdings wegen ihrer künstlerischen Maßlosigkeit und symbolischen Übertreibungen mit Vorbehalt aufgenommen.
Auch in Frankreich entstanden Filme wie Taras Bulba (1935).

### Filmografie
- 1925: Jüdisches Glück
- 1931: Das Lied vom Leben
- 1931: Die Koffer des Herrn O.F.
- 1933: König Pausole
- 1934: Natascha
- 1936: Taras Bulba (und englische Version: The Rebel Son)